# Andrea Botez
Andrea Botez (n. 6 aprilie 2002, Vancouver, British Columbia, Canada) este o jucătoare profesionistă de șah și personalitate pe internet din Canada, de origine română.

## Biografie
Părinții români ai lui Botez s-au mutat din România în Canada după ce Alexandra Botez, sora mai mare a Andreei, s-a născut în Dallas. Familia s-a mutat în Vancouver, Columbia Britanică, înainte de a se muta în Oregon când Alexandra era în liceu.

## Carieră
Botez a început să joace șah la vârsta de șase ani. A început să joace în turneele USChess la vârsta de șapte ani. În 2010, ea a câștigat Campionatul canadian de șah pentru tineret U8 Girls.
În 2015, la vârsta de treisprezece ani, ea a devenit campioana feminină la șah din Columbia Britanică. În același an, Botez a câștigat și Openul Național Susan Polgar⁠(d). În 2016, la turneul SPFNO 2016: U14 Girls, Botez a ocupat locul patru în turneu și locul 13 în 2016 Susan Polgar Foundation Girls' Invitational.
Botez a obținut cel mai înalt rating clasic FIDE de 1825 în 2024 și cel mai înalt rating USChess de 1933 în 2019. În martie 2024, clasamentul său printre jucătorii activi din lume este 65175, pe baza ratingului său.
În 2020, Botez a participat la meciul echipei Zoomers Play Chess pentru a ajuta la strângerea de fonduri pentru copiii nevoiași afectați de pandemia COVID-19.
În decembrie 2022, Botez a concurat împotriva marelui maestru Dina Belenkaia⁠(d) la Campionatul de șah Mogul găzduit de Ludwig Ahgren⁠(d). Inițial, Belenkaia a fost considerată învingătoare, dar după o revizuire post-fight, organizatorul a anunțat un rezultat actualizat: "...[Botez] ar fi trebuit să primească un TKO după ce arbitrul a inițiat a patra numărătoare în picioare a luptei". În urma actualizării, atât Belenkaia, cât și Botez au fost câștigătoare.

## Viață personală
În 2020, Botez și sora ei Alexandra Botez locuiau în New York. În 2022, s-au mutat în Los Angeles.
În decembrie 2023, Botez a dezvăluit în timpul unui livestream că a fost diagnosticată cu ADHD.

## Premii și nominalizări
| An   | Ceremonie         | Categorie                    | Rezultate    | Ref.   |
| ---- | ----------------- | ---------------------------- | ------------ | ------ |
| 2022 | Premiile Streamer | Cel mai bun streamer de șah  | Câștigat     | [ 21 ] |
| 2023 | Premiile Streamer | Cel mai bun streamer de șah  | Nominalizare | [ 22 ] |
| 2024 | Premiile Streamer | Cel mai bun streamer de șah  | Nominalizare | [ 23 ] |
| 2024 | Premiile Streamer | Cel mai bun canal distribuit | Nominalizare | [ 23 ] |